# Pinillosiinae
Pinillosiinae H. Rob., 1978 è una sottotribù di piante spermatofite dicotiledoni appartenenti alla famiglia delle Asteraceae (sottofamiglia Asteroideae, tribù Coreopsideae).

## Etimologia
Il nome scientifico della sottotribù deriva da uno dei suoi tre generi (Pinillosia) ed è stato definito per la prima volta dal botanico contemporaneo Harold Ernest Robinson  (1932-) nella pubblicazione "Phytologia; Designed to Expedite Botanical Publication. New York - 41(1): 42. 1978" del 1978.

## Descrizione
Le specie di questa sottotribù hanno un habitus erbaceo prostrato o di piccole rosette con ciclo biologico perenne. Qualche volta formato densi tappeti di tipo cespitoso.
Le foglie lungo il caule sono disposte in modo alterno o opposto. Le lamine delle foglie hanno una consistenza semi-succulenta.
Le infiorescenze sono formate da capolini disposti in posizione ascellare e solitaria. La forma dei capolini è radiata e discoide. Il capolino, come in tutte le Asteraceae, è formato da un involucro composto da squame al cui interno un ricettacolo fa da base ai fiori (quelli periferici del raggio e quelli interni del disco). Gli involucri hanno una forma conica rovesciata oppure emisferica. Le squame possono essere 4 disposte su una sola serie, libere (non connate alla base) a consistenza erbacea e di dimensioni sub-uguali, oppure più di 4 su 3 serie e con dimensioni scalate, fuse alla base, filiformi e erbacee quelle esterne, membranose con forme ovali o lanceolate quelle più interne. Il ricettacolo è piatto o convesso e privo di pagliette a protezione della base dei fiori.
I fiori del raggio sono pochi (da 2 a 10) e sono femminili; possono essere privi di corolla. I fiori del disco sono 2, oppure da 9 a 11, sono ermafroditi e fertili oppure funzionalmente staminali. Le corolle sono tetramere o pentamere con lunghi lobi a forma lanceolata.
Formula fiorale: per queste piante viene indicata la seguente formula fiorale:
* K 0/5, C (5), A (5), G (2), infero, achenio
I sepali del calice sono ridotti ad una coroncina di squame.
Le corolle dei fiori del raggio, se presenti, hanno il colore giallo; quelle del disco sono gialle o bianche.
L'androceo è formato da 5 stami con filamenti liberi e antere saldate in un manicotto circondante lo stilo. Le antere sono ialine, oppure bianche o nere; la forma è ampiamente quadrata oppure ovale; sono provviste di appendici, a volte ridotte a un ciuffo di tricomi.
Il gineceo ha un ovario uniloculare infero formato da due carpelli. I bracci dello stilo (gli stigmi) sono provvisti di apici deltati o fusiformi a volte papillosi, a volte con punte rastremate.
I frutti sono degli acheni con pappo. La forma della cipsela è ob-conica, rotonda o a sezione triangolare. La superficie è glabra. Il pappo è formato o da 4 corte barbe ritorte distalmente, oppure da 4 scaglie che crescono dopo l'antesi, oppure talvolta è assente.

## Distribuzione e habitat
Tutti i generi di questa sottotribù sono monospecifici ed endemici dell'isola di Cuba. L'habitat è subtropicale e tipico della foresta pluviale.

## Tassonomia
La famiglia di appartenenza di questo gruppo (Asteraceae o Compositae, nomen conservandum) è la più numerosa del mondo vegetale, comprende oltre 23000 specie distribuite su 1535 generi (22750 specie e 1530 generi secondo altre fonti). La sottofamiglia Asteroideae è una delle 12 sottofamiglie nella quale è stata suddivisa la famiglia Asteraceae, mentre Coreopsideae è una delle 21 tribù della sottofamiglia. La tribù Coreopsideae a sua volta è suddivisa in 3 sottotribù (Pinillosiinae è una di queste).
In passato la sottotribù Pinillosiinae era considerata una delle 35 sottotribù della tribù Heliantheae s.l.. Attualmente questo gruppo è inquadrata, assieme a Coreopsidinae e Chrysanthellinae, nella tribù Coreopsideae.

### Composizione della sottotribù
La sottotribù comprende 3 generi e 3 specie.
| Genere                       | N. specie                  | Distribuzione    |
| ---------------------------- | -------------------------- | ---------------- |
| Koehneola Urb., 1901         | 1 sp. (K. repens Urb.)     | Cuba             |
| Pinillosia Ossa ex DC., 1836 | 1 sp. (P. berteri Urb.)    | Cuba, Hispaniola |
| Tetraperone Urb., 1901       | 1 sp. (T. bellioides Urb.) | Cuba             |

Nell'elenco seguente sono descritti i caratteri più distintivi e specifici dei tre generi:
- Tetraperone: le piante formano delle piccole rosette basali in seguito di tipo cespitoso; i capolini hanno più di 4 fiori;  l'involucro è formato da 6 – 9 squame dimorfe;
- Koehneola: il portamento di queste piante è prostrato e a volte formano dei tappeti nella bassa vegetazione; i capolini sono radiati ed hanno 4 fiori; l'involucro è formato da 4 squame subuguali;
- Pinillosia: il portamento di queste piante è prostrato e a volte formano dei tappeti nella bassa vegetazione; i capolini hanno 4 fiori a forma discoide; l'involucro è formato da 4 squame subuguali; i fiori esterni sono senza corolla;